# 紫杉鹼
紫杉鹼（Taxine）存在於紅豆杉屬植物中，會降低血壓，大量攝取將導致心跳停止及呼吸困難。

## 毒性
紫杉鹼為複雜的生物鹼混合物，可迅速被人體吸收並作用於心臟。主要為紫杉碱A（C35H47NO10）與紫杉碱B（C33H45NO8）。